# Shandongornis shanwanensis
Shandongornis shanwanensis — вимерлий вид куроподібних птахів родини фазанових. Птах існував в міоцені на території сучасного Китаю. Скам'янілі рештки виду знайдені у національному геологічному парку Шаньван (Shanwang) у провінції Шаньдун. Зразок знайдений у 1958 році, проте описаний та класифікований був у 1976 році експертами Інституту палеонтології хребетних і палеоантропології.